# Port lotniczy Port Elizabeth
Port lotniczy Port Elizabeth – port lotniczy położony w pobliżu Port Elizabeth, w prowincji Przylądkowej Wschodniej, w Republice Południowej Afryki. Lotnisko jest własnością i jest zarządzane przez Airports Company South Africa, która działa również na dziewięciu innych lotnisk na terenie RPA.
W 2007 r. port lotniczy obsłużył 1 491 551 pasażerów.

## Linie lotnicze i połączenia
| Linia Lotnicza        | Kierunek                              |
| --------------------- | ------------------------------------- |
| Airlink               | 1. Kapsztad 2. Durban 3. Johannesburg |
| CemAir                | 1. Johannesburg                       |
| FlySafair             | 1. Kapsztad 2. Durban 3. Johannesburg |
| South African Airways | 1. Johannesburg                       |